# Puntal (construcción)

Puntales en una construcción

En construcción, se llama puntal a todo madero hincado en firme que dispuesto de forma oblicua actúa como sustento de la pared de una vivienda, de un edificio o de parte de él por amenazar ruina. 
También se llama así al madero diagonal que sostiene una cimbra o estructura que sirve para sujetar un arco o bóveda en su fase de construcción. 